# Saison 1999-2000 de la LHOu
Saison précédente Saison suivante
La saison 1999-2000 est la 34e saison de hockey sur glace de la Ligue de hockey de l'Ouest. Le Ice de Kootenay remporte la Coupe du Président en battant en finale les Chiefs de Spokane.

## Saison régulière
Avant le début de la saison régulière, la ligue modifie le règlement d'égalité après la prolongation; ainsi l'équipe perdant la rencontre en prolongation se voit décerner un point. De plus, le nombre de joueurs sur la glace lors de la prolongation est diminué à quatre joueurs de chaque côté (excluant le gardien de but). 

### Classement
| Division Est             | PJ | V  | D  | N | DP | Pts | BP  | BC  |
| ------------------------ | -- | -- | -- | - | -- | --- | --- | --- |
| Broncos de Swift Current | 72 | 47 | 18 | 4 | 3  | 101 | 257 | 170 |
| Blades de Saskatoon      | 72 | 34 | 27 | 8 | 3  | 79  | 216 | 223 |
| Pats de Regina           | 72 | 32 | 29 | 6 | 5  | 75  | 234 | 255 |
| Raiders de Prince Albert | 72 | 26 | 33 | 6 | 7  | 65  | 221 | 257 |
| Warriors de Moose Jaw    | 72 | 25 | 34 | 9 | 4  | 63  | 221 | 259 |
| Wheat Kings de Brandon   | 72 | 25 | 38 | 4 | 5  | 59  | 212 | 260 |

| Division Centrale        | PJ | V  | D  | N  | DP | Pts | BP  | BC  |
| ------------------------ | -- | -- | -- | -- | -- | --- | --- | --- |
| Hitmen de Calgary        | 72 | 58 | 10 | 2  | 2  | 120 | 313 | 182 |
| Ice de Kootenay          | 72 | 44 | 17 | 11 | 3  | 102 | 275 | 200 |
| Rebels de Red Deer       | 72 | 32 | 31 | 9  | 0  | 73  | 227 | 229 |
| Hurricanes de Lethbridge | 72 | 25 | 38 | 4  | 5  | 59  | 220 | 250 |
| Tigers de Medicine Hat   | 72 | 21 | 39 | 6  | 6  | 54  | 222 | 295 |

| Division B.C.            | PJ | V  | D  | N | DP | Pts | BP  | BC  |
| ------------------------ | -- | -- | -- | - | -- | --- | --- | --- |
| Chiefs de Spokane        | 72 | 47 | 19 | 4 | 2  | 100 | 272 | 191 |
| Cougars de Prince George | 72 | 43 | 20 | 4 | 2  | 95  | 279 | 228 |
| Thunderbirds de Seattle  | 72 | 34 | 26 | 8 | 4  | 80  | 250 | 221 |
| Blazers de Kamloops      | 72 | 36 | 30 | 5 | 1  | 78  | 244 | 228 |
| Rockets de Kelowna       | 72 | 25 | 40 | 4 | 3  | 57  | 193 | 228 |
| Americans de Tri-City    | 72 | 24 | 39 | 7 | 2  | 57  | 231 | 288 |
| Winter Hawks de Portland | 72 | 16 | 49 | 7 | 0  | 39  | 173 | 296 |

### Meilleurs pointeurs
| Joueur           | Équipe           | PJ | B  | A  | Pts | Pun |
| ---------------- | ---------------- | -- | -- | -- | --- | --- |
| Brad Moran       | Calgary          | 72 | 48 | 72 | 120 | 84  |
| Pavel Brendl     | Calgary          | 61 | 59 | 52 | 111 | 91  |
| Radek Duda       | Lethbridge       | 69 | 42 | 64 | 106 | 190 |
| Layne Ulmer      | Swift Current    | 71 | 50 | 54 | 104 | 66  |
| Justin Mapletoft | Red Deer         | 72 | 39 | 57 | 96  | 135 |
| Tim Smith        | Spokane          | 71 | 26 | 70 | 96  | 61  |
| Trent Hunter     | Prince George    | 67 | 46 | 49 | 95  | 47  |
| Mike G. Green    | Kootenay         | 69 | 43 | 49 | 92  | 63  |
| Zdenek Blatny    | Seattle/Kootenay | 68 | 47 | 44 | 91  | 131 |
| Jeremy Reich     | Swift Current    | 72 | 33 | 58 | 91  | 167 |

### Meilleurs gardiens
| Joueur        | Équipe                 | PJ | Min.  | V  | D  | N | BC  | Bl | Arr.   | Moy  |
| ------------- | ---------------------- | -- | ----- | -- | -- | - | --- | -- | ------ | ---- |
| Bryce Wandler | Swift Current          | 56 | 3 257 | 37 | 15 | 2 | 112 | 6  | 91,9 % | 2,06 |
| Brent Krahn   | Calgary                | 39 | 2 316 | 33 | 6  | 0 | 92  | 4  | 91,2 % | 2,38 |
| Dan Blackburn | Kootenay               | 51 | 3 004 | 34 | 8  | 7 | 126 | 3  | 91,2 % | 2,52 |
| Tyler MacKay  | Saskatoon/Spokane      | 42 | 2 357 | 25 | 11 | 2 | 109 | 2  | 88,3 % | 2,77 |
| Cam Ondrik    | Medicine Hat/Saskatoon | 58 | 3 381 | 30 | 24 | 4 | 159 | 4  | 90,8 % | 2,82 |

## Séries éliminatoires
|  | Huitièmes de finale      | Huitièmes de finale      |                          |   | Quarts de finale | Quarts de finale |  |  | Demi-finales | Demi-finales |  |  | Finale | Finale |
|  | Huitièmes de finale      | Huitièmes de finale      |                          |   | Quarts de finale | Quarts de finale |  |  | Demi-finales | Demi-finales |  |  | Finale | Finale |
|  |                          |                          |                          |   |                  |                  |  |  |              |              |  |  |        |        |
|  |                          |                          |                          |   |                  |                  |  |  |              |              |  |  |        |        |
|  |                          |                          |                          |   |                  |                  |  |  |              |              |  |  |        |        |
|  | Hitmen de Calgary        | 4                        |                          |   |                  |                  |  |  |              |              |  |  |        |        |
|  | Hitmen de Calgary        | 4                        |                          |   |                  |                  |  |  |              |              |  |  |        |        |
|  | Warriors de Moose Jaw    | 0                        |                          |   |                  |                  |  |  |              |              |  |  |        |        |
|  | Warriors de Moose Jaw    | 0                        | Hitmen de Calgary        | 4 |                  |                  |  |  |              |              |  |  |        |        |
|  |                          |                          | Hitmen de Calgary        | 4 |                  |                  |  |  |              |              |  |  |        |        |
|  |                          | Blades de Saskatoon      | 0                        |   |                  |                  |  |  |              |              |  |  |        |        |
|  | Blades de Saskatoon      | Blades de Saskatoon      | 0                        | 4 |                  |                  |  |  |              |              |  |  |        |        |
|  | Blades de Saskatoon      |                          |                          | 4 |                  |                  |  |  |              |              |  |  |        |        |
|  | Pats de Regina           | 3                        |                          |   |                  |                  |  |  |              |              |  |  |        |        |
|  | Pats de Regina           | 3                        | Hitmen de Calgary        | 1 |                  |                  |  |  |              |              |  |  |        |        |
|  |                          |                          | Hitmen de Calgary        | 1 |                  |                  |  |  |              |              |  |  |        |        |
|  |                          | Ice de Kootenay          | 4                        |   |                  |                  |  |  |              |              |  |  |        |        |
|  | Ice de Kootenay          | Ice de Kootenay          | 4                        | 4 |                  |                  |  |  |              |              |  |  |        |        |
|  | Ice de Kootenay          |                          |                          | 4 |                  |                  |  |  |              |              |  |  |        |        |
|  | Rebels de Red Deer       | 0                        |                          |   |                  |                  |  |  |              |              |  |  |        |        |
|  | Rebels de Red Deer       | 0                        | Ice de Kootenay          | 4 |                  |                  |  |  |              |              |  |  |        |        |
|  |                          |                          | Ice de Kootenay          | 4 |                  |                  |  |  |              |              |  |  |        |        |
|  |                          | Broncos de Swift Current | 2                        |   |                  |                  |  |  |              |              |  |  |        |        |
|  | Broncos de Swift Current | Broncos de Swift Current | 2                        | 4 |                  |                  |  |  |              |              |  |  |        |        |
|  | Broncos de Swift Current |                          |                          | 4 |                  |                  |  |  |              |              |  |  |        |        |
|  | Raiders de Prince Albert | 2                        |                          |   |                  |                  |  |  |              |              |  |  |        |        |
|  | Raiders de Prince Albert | 2                        | Ice de Kootenay          | 4 |                  |                  |  |  |              |              |  |  |        |        |
|  |                          |                          | Ice de Kootenay          | 4 |                  |                  |  |  |              |              |  |  |        |        |
|  |                          | Chiefs de Spokane        | 2                        |   |                  |                  |  |  |              |              |  |  |        |        |
|  | Chiefs de Spokane        | Chiefs de Spokane        | 2                        | 4 |                  |                  |  |  |              |              |  |  |        |        |
|  | Chiefs de Spokane        |                          |                          | 4 |                  |                  |  |  |              |              |  |  |        |        |
|  | Americans de Tri-City    | 0                        |                          |   |                  |                  |  |  |              |              |  |  |        |        |
|  | Americans de Tri-City    | 0                        | Chiefs de Spokane        |   |                  |                  |  |  |              |              |  |  |        |        |
|  |                          |                          |                          |   |                  |                  |  |  |              |              |  |  |        |        |
|  |                          | Laissé-passé             |                          |   |                  |                  |  |  |              |              |  |  |        |        |
|  |                          |                          |                          |   |                  |                  |  |  |              |              |  |  |        |        |
|  |                          |                          |                          |   |                  |                  |  |  |              |              |  |  |        |        |
|  |                          |                          |                          |   |                  |                  |  |  |              |              |  |  |        |        |
|  | Chiefs de Spokane        | 4                        |                          |   |                  |                  |  |  |              |              |  |  |        |        |
|  | Chiefs de Spokane        | 4                        |                          |   |                  |                  |  |  |              |              |  |  |        |        |
|  |                          | Cougars de Prince George | 1                        |   |                  |                  |  |  |              |              |  |  |        |        |
|  | Cougars de Prince George | Cougars de Prince George | 1                        | 4 |                  |                  |  |  |              |              |  |  |        |        |
|  | Cougars de Prince George |                          |                          | 4 |                  |                  |  |  |              |              |  |  |        |        |
|  | Rockets de Kelowna       | 1                        |                          |   |                  |                  |  |  |              |              |  |  |        |        |
|  | Rockets de Kelowna       | 1                        | Cougars de Prince George | 3 |                  |                  |  |  |              |              |  |  |        |        |
|  |                          |                          | Cougars de Prince George | 3 |                  |                  |  |  |              |              |  |  |        |        |
|  |                          | Thunderbirds de Seattle  | 0                        |   |                  |                  |  |  |              |              |  |  |        |        |
|  | Thunderbirds de Seattle  | Thunderbirds de Seattle  | 0                        | 4 |                  |                  |  |  |              |              |  |  |        |        |
|  | Thunderbirds de Seattle  |                          |                          | 4 |                  |                  |  |  |              |              |  |  |        |        |
|  | Blazers de Kamloops      | 0                        |                          |   |                  |                  |  |  |              |              |  |  |        |        |
|  | Blazers de Kamloops      | 0                        |                          |   |                  |                  |  |  |              |              |  |  |        |        |

## Honneurs et trophées
- Trophée Scotty-Munro, remis au champion de la saison régulière : Hitmen de Calgary.
- Trophée commémoratif des quatre Broncos, remis au meilleur joueur : Brad Moran, Hitmen de Calgary.
- Trophée Daryl-K.-(Doc)-Seaman, remis au meilleur joueur étudiant : Chris Nielsen, Hitmen de Calgary.
- Trophée Bob-Clarke, remis au meilleur pointeur : Brad Moran, Hitmen de Calgary.
- Trophée Brad-Hornung, remis au joueur ayant le meilleur esprit sportif : Trent Hunter, Cougars de Prince George.
- Trophée commémoratif Bill-Hunter, remis au meilleur défenseur : Micki DuPont, Blazers de Kamloops.
- Trophée Jim-Piggott, remis à la meilleure recrue : Dan Blackburn, Ice de Kootenay.
- Trophée Del-Wilson, remis au meilleur gardien : Bryce Wandler, Broncos de Swift Current.
- Trophée Dunc-McCallum, remis au meilleur entraîneur : Todd McLellan, Broncos de Swift Current.
- Trophée Lloyd-Saunders, remis au membre exécutif de l'année : Tim Speltz, Chiefs de Spokane.
- Trophée Allen-Paradice, remis au meilleur arbitre : Mike Hasenfratz.
- Trophée St. Clair Group, remis au meilleur membre des relations publique : Mike Jenkins, Raiders de Prince Albert.
- Trophée humanitaire de l'année, remis au joueur ayant démontré la meilleure implication auprès de sa communauté : Chris Nielson, Hitmen de Calgary.
- Trophée plus-moins de la WHL, remis au joueur ayant le meilleur ratio +/- : Kenton Smith, Hitmen de Calgary.
- Trophée airBC, remis au meilleur joueur en série éliminatoire : Dan Blackburn, Ice de Kootenay.